# Austin Tilghman
Austin Reid Tilghman (Wilmington, 2 dicembre 1996) è un cestista statunitense.